# 占座网

首页

占座网是中国的一个大学生的实名制的多媒体立体网络交流社区，是一个有互动性的社交网络服务网站。于2006年4月18日创建。该网站鼓励用户真实姓名注册用户，上传真实的个人照片和填写个人真实信息，并用真诚的心态与其他用户交流。占座网于2007年3月22日获得“2007年度中国最具投资价值网站”的称号。